# Илия Янков
Илия Янков Трайков Трампев е български строител от края на XIX началото на XX век.

## Биография
Илия Янков Трампев е роден в 1888 година в битолското село Смилево, тогава в Османската империя, в големия строителен род Трампеви. негов баща е известният строител Янко Трампев. Става виден майстор зидар в региона и работи в тайфата на баща си, представител на Смилевската школа на Дебърската художествена школа. В тайфата работи заедно с брат си Христо. С тях строи частни къщи и обществени сгради в Солун. След десетина години в Солун, Илия се установява в Битоля, където е виден строител и предприемач.
От 1944 година работи като изпълнител в строителни организации. Като предприемач строи редица сгради. Сред най-важните му постройки са Ботллската стара поща, пригодена за жилищна сграда на адвокат Чаламани), Битолската казарма срещу старата казарма, днес музей, Планински дом „Бегова чешма“ на Пелистер, съборен при строежа на планински дом „Молика“. Той ръководи изграждането на Дома на армията в Кичево, железопътната линия Бакърно гумно-Кичево. Работи и по изграждането на стоманобетонни проходи през дренажни канали в Пелагония.
Умира в 1972 година в Битоля, тоагва в Социалистическа република Македония.